# Geografia dell'Uganda

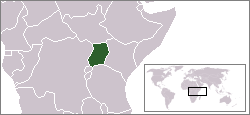
Localizzazione dell'Uganda

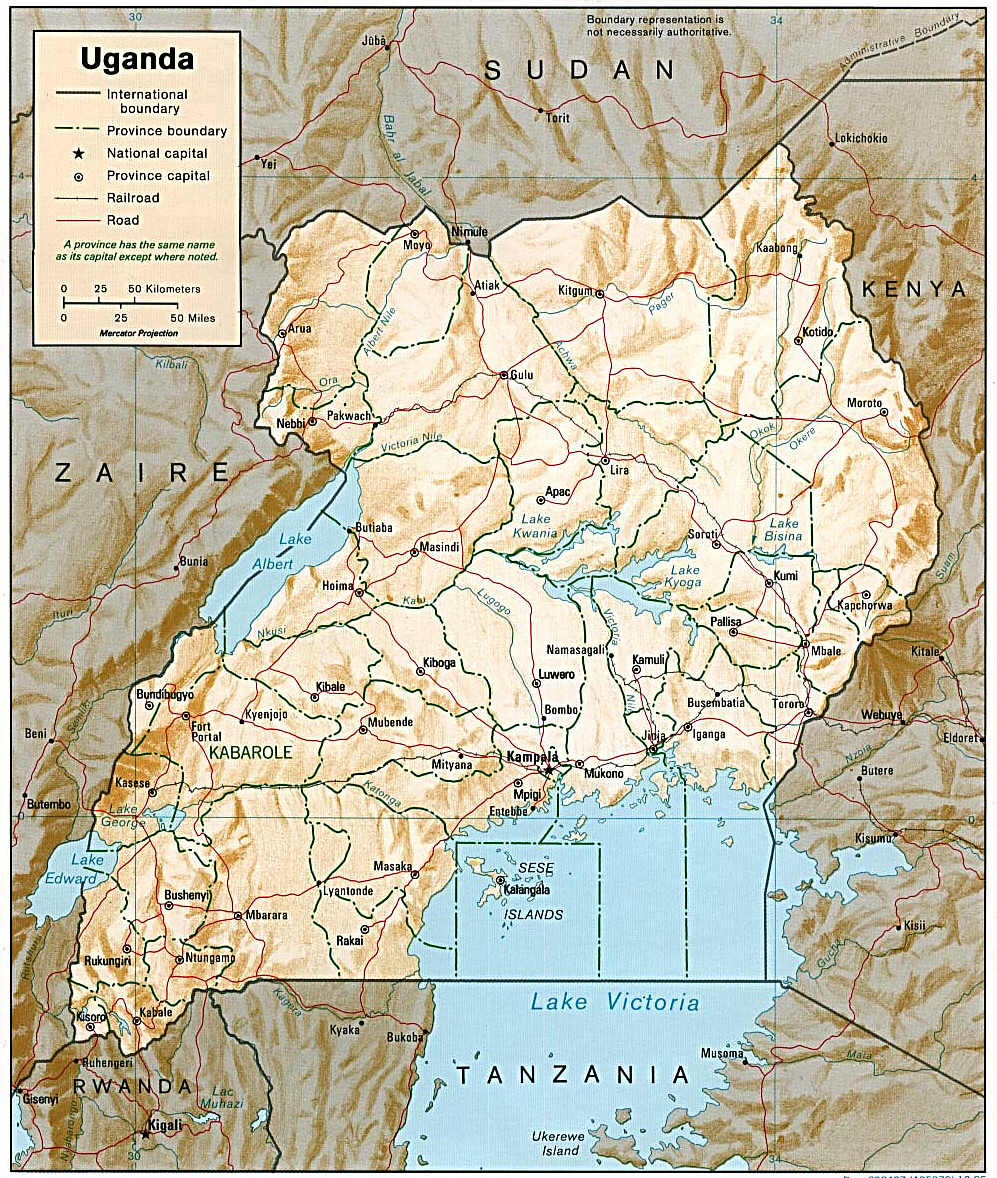
Mappa dell'Uganda

L' Uganda è uno stato situato nell'Africa Orientale. L'Uganda non ha sbocchi sul mare, ed è situata a circa 800 km dalle coste affacciate sull'Oceano Indiano.
Si trova sulla riva occidentale del Lago Vittoria e il suo territorio è compreso fra gli 1° e i 4° di latitudine N e i 30° e i 35° longitudine E.

## Dati generali

### Confini
Confina a nord con il Sudan del Sud per 435 km, a est con il Kenya per 933 km, a sud con il Tanzania per 396 km e il Ruanda per 169 km e a ovest con la Repubblica Democratica del Congo per 765 km.

### Superficie
Lo Stato ha un'estensione di 236.040 km², dei quali 36.330 sono costituiti da acque interne
.
L'Uganda occupa gran parte del bacino idrografico del lago Vittoria, oltre la metà del quale è compresa nei confini del paese; appartengono all'Uganda anche alcune isole (isole Sese e altre isole minori).

## Morfologia

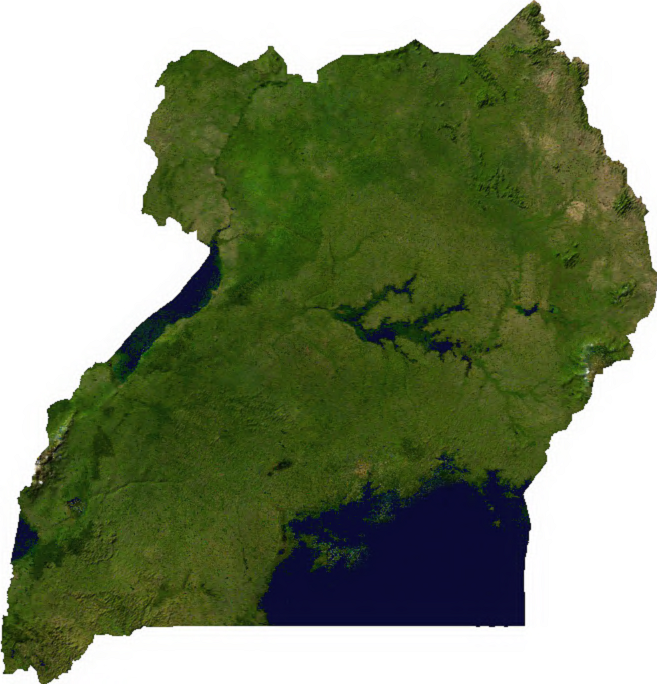
L'Uganda vista da satellite

La parte meridionale del paese è situata ad un'altitudine di circa 1.100 m s.l.m. su un altopiano che digrada lievemente verso settentrione dove, al confine con il Sudan del Sud, l'altitudine è pari a circa 900 m s.l.m.
La superficie complessivamente pianeggiante del paese è interrotta nel centro dove in un affossamento si trova il lago Kyoga mentre a occidente, in direzione del confine con la Repubblica Democratica del Congo vi sono dei rilievi ricoperti di foreste tropicali.
Al confine con la Rep. Dem. del Congo si estende la catena del Ruwenzori che delimita il confine fra i due paesi per circa 80 km. La vetta più elevata è il Monte Stanley che con la cima Margherita raggiunge i 5.113 m s.l.m. Più a sud si trova la catena vulcanica di Mufumbiro con vette che raggiungono i 4.132 m s.l.m. (Mount Mahavura).
Nella parte orientale del paese, il confine con il Kenya è delimitato da una catena di rilievi di origine vulcanica dominati dal Mount Elgon che si eleva dai 1.200 metri di quota dell'altopiano per raggiungere i 4.324 m s.l.m. Più a nord si incontrano il picco Kadam (talvolta chiamato Debasien o Tabasiat) che raggiunge i 3.054 metri e il monte Moroto (3.085 m s.l.m.)
Nell'estremo nord-est del paese i monti Zulia, Morungole, e le colline di Labwor e Dodoth superano i 2.000 metri mentre il confine con il Sudan del Sud è delimitato dai monti Imatong e Langia (3.029 m s.l.m.).

## Idrografia

### Laghi

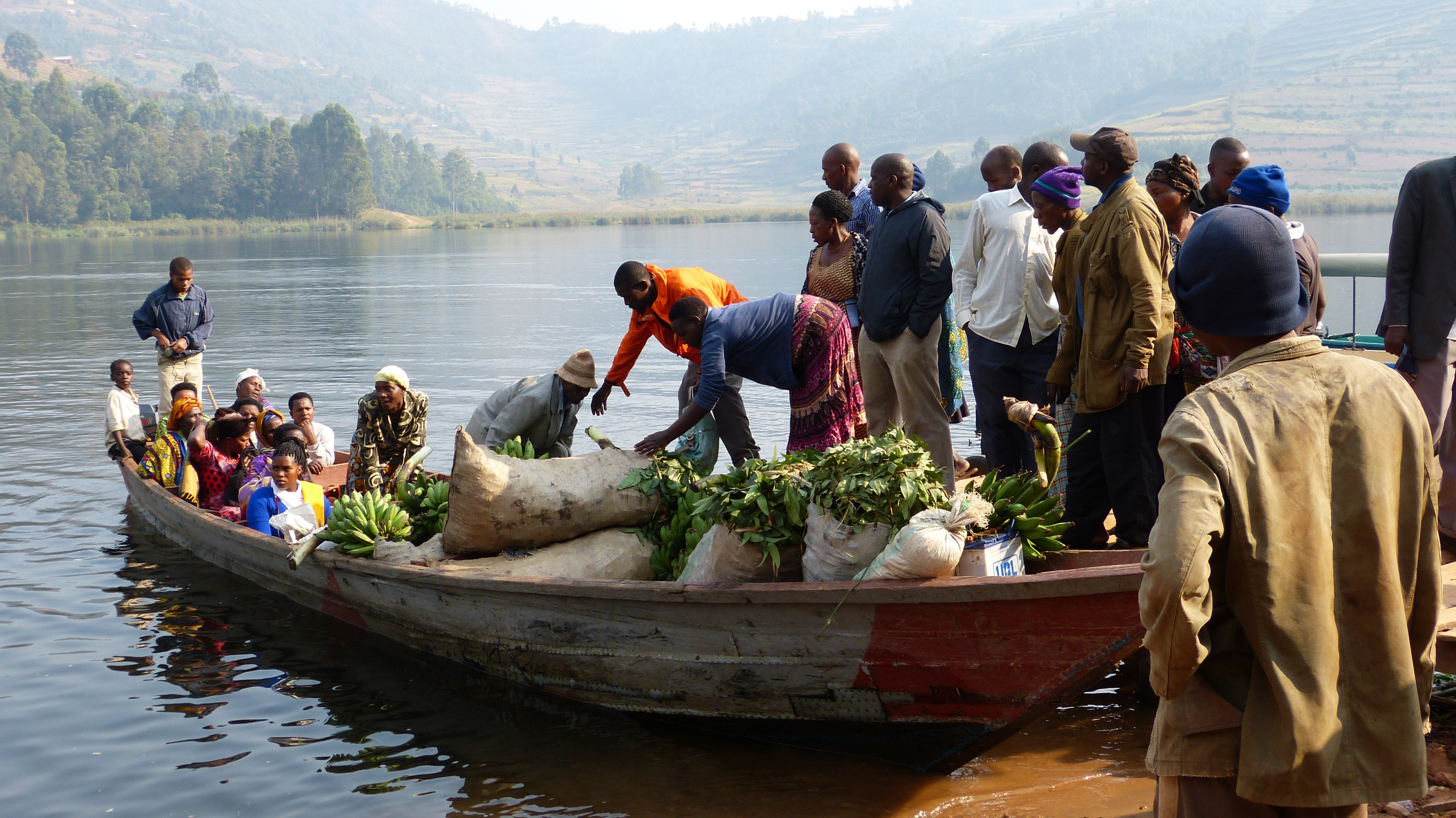
Lago Bunyonyi

L'Uganda è un paese ricco di acqua. Circa un quinto della superficie del paese è costituito da acque interne o da aree umide. Ben quattro dei Grandi Laghi dell'Africa sono compresi in parte nel suo territorio (Lago Vittoria, Lago Alberto, lago Kyoga e il lago Eduardo). Il Lago Vittoria occupa la parte sud-orientale dello stato, quasi metà della sua superficie complessiva è compresa nei confini dell'Uganda, il lago alimenta l'alto corso del Nilo che, in questo tratto, è appunto chiamato Nilo Vittoria.
Nella parte centrale del paese si trova il lago Kyoga, l'area comprende anche i laghi Kwania, Bugondo e Opeta considerati estensioni del lago Kyoga e circondati da paludi durante la stagione delle piogge. Tutti i laghi nell'area centrale sono poco profondi, difficilmente superano gli 8/10 metri di profondità, il lago Opeta si separa dal lago principale durante la stagione secca.
I laghi Alberto, Eduardo e Giorgio delimitano il confine con la Rep. Dem. del Congo.
Nella parte sud-occidentale del paese, a poca distanza sia dal confine con il Ruanda che da quello con la Repubblica Democratica del Congo, si trovano il Lago Bunyonyi, il Lago Mutanda e i più piccoli laghi Mulehe, Kayumba e Chahafi.

### Fiumi
Il Nilo Vittoria esce dal lago omonimo attraversando le cascate Owen, si dirige poi verso nord-ovest dove si allarga per formare il lago Kyoga, qui affluiscono nel Nilo le acque del fiume Kafu, prosegue il suo corso in direzione del lago Alberto. Dal lago Alberto assume il nome di Nilo Alberto, scorre per circa 200 km in direzione del confine con il Sudan del Sud. Poco a est del lago Alberto forma delle spettacolari cascate, le Murchison Falls. Uno dei suoi affluenti, il fiume Zoka attraversa la parte nord-occidentale del paese.
Nella parte meridionale e occidentale del paese l'attività geologica ha inciso sui sistemi di deflusso delle acque, a ovest del lago Vittoria il paese è attraversato da vallate che un tempo ospitavano fiumi diretti dal lago verso il bacino del Congo.
Il fiume Katonga scorre verso ovest dal lago Vittoria diretto verso il lago Giorgio, quest'ultimo è connesso con il lago Alberto dal canale di Kizinga. Nel lago Eduardo giunge il fiume Semliki proveniente da nord, parte del suo bacino appartiene alla Rep. Dem. del Congo e il fiume delimita per un tratto il confine fra i due paesi.
Altri fiumi degni di nota sono il fiume Achwa (chiamato Aswa in Sudan del Sud) nella parte settentrionale del paese e i fiumi Pager e Dopeth-Okok nella parte nord-orientale. Da sud-est giunge al lago Kyoga il fiume Mpologoma.

## Fonti e bibliografia
Dati provenienti da:
- (EN) - CIA Factbook - Gabon, su cia.gov. URL consultato il 26 dicembre 2006 (archiviato dall'url originale il 27 dicembre 2006).

Testi tradotti da 
- (EN) - The Library of Congress - Country Studies, su lcweb2.loc.gov.